# Жюст Бруз
Жюст Бруз (фр. Juste Brouzes, 20 січня 1894, Іссі-ле-Муліно — 28 лютого 1973, Дре) — французький футболіст, нападник. Відомий виступами, зокрема, в складі клубу «Ред Стар» і національної збірної Франції. Чотириразовий володар Кубка Франції.

## Життєпис
Розпочинав кар'єру в паризькому клубі КАСЖ (фр. Club athlétique des sports généraux — Загальноспортивний легкоатлетичний клуб). В 1914 році отримав виклик у збірну Франції. Став автором єдиного голу своєї команди в програному матчі проти збірної Угорщини (1:5).
В тому ж 1914 році перейшов у команду «Ред Стар». Дуже успішним періодом для клуб стала перша половина 20-х років. Команда регулярно ставала переможцем чемпіонату Парижа, а також тричі поспіль в 1921—1923 роках вигравала Кубок Франції. В 1922 році Бруз не грав у фіналі, але його вклад у загальну перемогу досить вагомий — 4 матчі і 2 голи в рамках турніру. В 1923 році вдруге зіграв за збірну в матчі проти Іспанії (0:3).
Четвертий титул володаря кубка Франції Бруз здобув у 1928 році. У фіналі «Ред Стар» переміг з рахунком 3:1 «СА Париж», а Жюст забив третій гол своєї команди. Весною 1928 року повернувся в збірну. Зіграв три товариських матчі, а також став учасником Олімпійських ігор в Амстердамі. Франція у першому ж раунді зустрілась з Італією. Брюз на 15-й і 17-й хвилинах забив два перших голи в матчі, але його команда не скористалась цією перевагою і поступилась з рахунком 3:4..

## Досягнення
- Володар Кубка Франції: (4)

«Ред Стар»: 1920-21, 1921-22, 1922-23, 1927-28
- Переможець чемпіонату Парижа: (3)

«Ред Стар»: 1920, 1922, 1924

## Статистика виступів

### Статистика виступів за збірну
| Дата       | Місто         | Господарі | Результат | Гості          | Турнір            | Голи | Примітки |
| ---------- | ------------- | --------- | --------- | -------------- | ----------------- | ---- | -------- |
| 31/05/1914 | Будапешт      | Угорщина  | 5 – 1     | Франція        | товариський матч  | 1    |          |
| 28/01/1923 | Сан-Себастьян | Іспанія   | 3 – 0     | Франція        | товариський матч  | -    |          |
| 29/04/1928 | Париж         | Франція   | 1 – 1     | Португалія     | товариський матч  | -    |          |
| 13/05/1928 | Коломб        | Франція   | 0 – 2     | Чехословаччина | товариський матч  | -    |          |
| 17/05/1928 | Париж         | Франція   | 1 – 5     | Англія         | товариський матч  | -    |          |
| 29/05/1928 | Амстердам     | Франція   | 3 – 4     | Італія         | ОІ 1928 - 1 раунд | 2    |          |
| Усього     |               | Матчів    | 6         |                | Голів             | 3    |          |